# Václav Komárek
Václav Komárek SDB (12. října 1929 Holice – 22. května 1994 Praha) byl římskokatolický kněz – salesián, katolický aktivista a disident.

## Život
Narodil se jako první dítě poštovního zaměstnance v Holici u Olomouce, měl dvě mladší sestry. Po pěti třídách obecné školy v Holici nastoupil roku 1940 na reálné gymnasium v Praze-Libni, a přidal se k salesiánské mládeži v nedalekých Kobylisích. Roku 1944 odešel do Dvorku u Přibyslavi, kde v té době našel útočiště salesiánský aspirantát. V letech 1945-1946 pokračoval ve Fryštáku pod vedením pátera Oldřicha Meda. V srpnu 1946 nastoupil do noviciátu salesiánů v Hodoňovicích. První sliby složil 1. srpna 1947 do rukou Služebníka Božího P. Ignáce Stuchlého. Dále pokračoval v salesiánském studentátu na zámku v Přestavlkách, mj. filozofii u patera Františka Sochy. Odmaturoval v Holešově.
Po zrušení řeholních řádů a uzavření všech církevních škol 3. 4. 1950 nastoupil jako pomocný dělník v penicilínce v Roztokách u Prahy. Neprošel zkouškami na vysokou školu, proto si zvýšil kvalifikaci jako zdravotní laborant a nastoupil do nemocnice (KÚNZ) v Olomouci. Po dvouleté vojenské prezenční službě u strážního praporu u Tábora a po prodloužení vojenské služby o půl roku v Domažlicích nastoupil v Praze roku 1954 jako laborant do Vinohradské nemocnice. Dále si zvýšil kvalifikaci studiem biochemie na Střední zdravotní škole v Praze a nastoupil do Biofyzikálního ústavu Fakulty všeobecného lékařství Univerzity Karlovy v Praze.
V padesátých letech dvacátého století spolupracoval s páterem Janem Robem a dalšími při činnosti tajné církve, pracoval s dětmi, organizoval setkání a rozmnožoval náboženské texty zakázané literatury. Po uvěznění pátera Roba pokračuje v práci společně s Janem Vývodou, Františkem Pospíšilem, Bětuškou Novákovou a Josefem Malůšem. Teologické studium dovršil věčnými sliby, které složil 28. září roku 1958. 7. ledna 1968 byl páterem Schaffranem ve Zhořelci v NDR vysvěcen na kněze. V dubnu 1968 nastoupil jako myč oken, a zároveň se pod vedením pátera Josefa Kubína a pátera Františka Míši se podílel na salesiánské obnově kostela sv. Kříže v Praze Na příkopech. Od 2. července roku 1969 do 31. března 1972 měl státní souhlas k vykonávání služby pomocného kněze v kostele sv. Kříže. Organizoval spolu např. s Jaroslavem Kopeckým, Janem Vývodou s velkým ohlasem mládež, konaly se tam tehdy čtvrteční bohoslužby slova známé jako rytmické či beatové mše. Hrávaly tam skupiny Giovanni, Poutníci, promítaly se diapozitivy, poprvé tam veřejně zazněla hudba z muzikálu Jesus Christ Superstar. Stýkal se s páterem Jiřím Reinsbergem, Bonaventurou Boušem a mnoha dalšími.
Organizováním činnosti pro mládež se stal velmi populární, magistrátu i politickému režimu nepohodlný. 8. dubna 1972 byl přeložen do farního kostela sv. Václava v Praze na Smíchově, kde ve svých aktivitách pokračoval. Státní souhlas mu byl odňat k 31. prosinci 1973 rozhodnutím oddělení pro církevní záležitosti odboru kultury Národního výboru hl. m. Prahy.
Stále přitom pracoval jako myč oken v n. p. Úklid v Praze. Byl jedním ze zakladatelů a organizátorů aktivit „skryté církve“: ve skupině s Josefem Zvěřinou, Fridolínem Zahradníkem či Janem Konzalem získával nové aktivisty, organizoval setkání skupiny, přednášky, sjednával kontakty a všestranně pomáhal. Je znám pod přezdívkou Anofeles. Spolupracoval mj. s Christliche Arbeitjugend v NDR. Tajně studoval spolu s Pavlem Hradílkem u salesiánů teologii. 24. května 1982 nastoupil jako pomocný měřič k Výstavbě dolů uranového průmyslu a pracoval v Praze při vyměřování stavby metra. Podrobil se několika operacím páteře, po kterých dostal částečný invalidní důchod. Od 22. 5. 1986 do 12. 10. 1988 pracoval jako poštovní doručovatel a manipulant, než odešel do starobního důchodu. 2. května 1988 se neúspěšně pokusil získat zpět státní souhlas k vykonávání kněžské služby u sv. Vojtěcha v Praze. Po listopadu 1989 spolupracoval u sv. Gabriela v Praze s Mons. Václavem Malým. Zemřel po dlouhé nemoci a pobytu v nemocnici v péči sester boromejek v neděli ráno na Letnice 22. 5. 1994.
Je pohřben v salesiánské hrobce v Praze – Ďáblicích.